# Zenon Procyk
Zenon Władysław Procyk (ur. 22 marca 1953 w Ełku) – polski działacz spółdzielczy, wykładowca, przewodniczący Rady Miejskiej Olsztyna (1998–1999).

## Życiorys
Ukończył studia w Akademii Rolniczo-Technicznej w Olsztynie, po czym pracował jako nauczyciel w Lidzbarku Warmińskim. Po uzyskaniu stopnia doktora w 1983 zatrudniony jako wykładowca na macierzystej uczelni (do 1997). Zajmował się naukowo chemią rolną, jest autorem publikacji naukowych z tej dziedziny.
Na początku lat 90. związał się z Spółdzielnią Mieszkaniową "Pojezierze", początkowo jako członek rady nadzorczej (1992–1997), a następnie jej prezes (od 1997). Przewodniczył Stowarzyszeniu Odbiorców Energii Cieplnej, Gazu, Energii Elektrycznej i Wody "Konsument".
W wyborach w 1991 bez powodzenia ubiegał się o mandat poselski z ramienia koalicji Polskiej Partii Ekologicznej i Polskiej Partii Zielonych. W wyborach w 1997 startował z ramienia Unii Pracy. W 1998 uzyskał mandat radnego Rady Miejskiej, był współtwórcą koalicji AWS, UW i spółdzielców rządzącej miastem w latach 1998–1999, pełniąc w tym czasie obowiązki przewodniczącego Rady Miejskiej. W 2002 po raz kolejny wybrany w skład Rady z listy Komitetu Wyborczego Wyborców "Nasz Dom – Olsztyn". W 2006 nie ubiegał się o reelekcję, zaś w 2010 bez powodzenia ubiegał się o mandat z ramienia Sojuszu Lewicy Demokratycznej. W 2014 także bezskutecznie kandydował do sejmiku województwa warmińsko-mazurskiego z listy Polskiego Stronnictwa Ludowego.